# Angel Garachana Pérez
Angel Garachana Pérez (ur. 3 września 1944 w Barbadillo de Herreros) – hiszpański duchowny rzymskokatolicki działający w Hondurasie, biskup San Pedro Sula w latach 1995–2023.